# واليس كار
واليس كار (بالإنجليزية: Wallyscar)‏ هي شركة تونسية لصناعة السيارات تأسست في 2006 ويقع مقرها في تونس العاصمة.

هي أول شركة عربية وأفريقية عضوة في منظمة ساي إنترناشيونال (SAE International) الهيكل الدولي لتسجيل مصنعي السيارات. وكذلك واليس كار هي الشركة الأفريقية الوحيدة الممثلة في معرض باريس للسيارات.

## التاريخ
في 2008، قدمت واليس كار في معرض باريس للسيارات نموذجها الأول واسمه إيزيس (Izis)، بشكل مستلهم من سيارة الجيب ويليس التابعة للجيش الأمريكي، وهي السيارة الوحيدة المصممة والمصنعة في تونس. قامت الشركة بالقيام بعقد شراكة مع بيجو سيتروين الفرنسية لتوفير الميكانيكية الأساسية، ولكن أيضا بهدف الانتشار في السوق الفرنسية والمتوسطية. 

كانت توقعات الشركة بإنتاج 200 سيارة في 2009 وحوالي 800 في 2010، ولكن قامت بصناعة 15 سيارة فقط في نهاية 2009، وذلك بسبب الطاقة الإنتاجية المنخفضة. لذلك قامة الشركة بتخصيص وحدة إنتاجية جديدة في بن عروس في ضواحي العاصمة. 

عانت الشركة من التأخير في الحصول على الموافقة من نظرائها في فرنسا، التي تمثل 90% من زبائنها، وعلاوة على ذلك، عانت أيضا من التعقيدات التي تواجهها مع السلطات التونسية، وذلك حتى الثورة التونسية في 2011، خصوصا وأن مؤسسها زياد قيقة حفيد الوزير السابق إدريس قيقة، وابن رجل الأعمال قيس قيقة، كان على خلاف مع نظام الرئيس زين العابدين بن علي. 

بعد الثورة التونسية، عقدت الشركة عقود شراكة مع مزودين تونسيين، حيث يقدمون 41% من قطع نموذج إيزيس، وبدأت المبيعات في النمو شيئا فشيئا، وذلك بإنتاج 100 سيارة في 2011 و216 في 2012.

في أولى أيام 2016، قدمت واليس كار للعلن نموذج سيارتها الجديد إيزيس 2 (Izis II) والذي تأمل في أن يزيد من نمو مبيعات الشركة، وأعلنت أنها ستبدأ في بيعها في مارس 2016.

## النماذج
| النموذج           | الصنع | الصورة |
| ----------------- | ----- | ------ |
| إيزيس (Izis)      | 2008  |        |
| إيزيس 2 (Izis II) | 2016  |        |

## مقالات ذات صلة
- اقتصاد تونس

## روابط خارجية
- الموقع الرسمي.